# 이즈미 가든 타워
이즈미 가든 타워(일본어: 泉ガーデンタワー)는 일본 도쿄도 미나토구 롯폰기에 위치한 고층 건물로, 스미토모 부동산이 소유하고 있는 오피스 빌딩이다. 롯폰기 잇초메 서부 지구 제1종 시가지 재개발 사업의 일환으로 구 스미토모 회관 및 스미토모 리넨 하이츠 아파트, 많은 민가, 아파트, 소규모 아파트의 부지에 건설된 이즈미 가든의 한 부분을 이룬다. 제45회 건축업 협회상 (BCS상)을 수상하였다. 건물 이름인 이즈미는 재개발을 한 스미토모 그룹의 옥호 이즈미야(泉屋)에서 따온 것이다.